# Amorti
Un amorti est une action utilisée dans certains sports et dont l'effet consiste en la modération d'un déplacement pour obtenir un contrôle. L'amorti s'opère sur la trajectoire d'un objet (ballon, balle, instrument…) par réduction ou retrait d'un autre.

## Sports de raquette

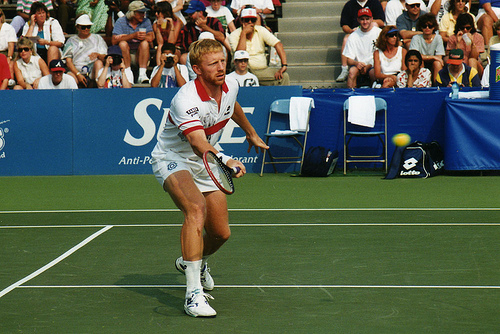
Boris Becker réalisant un amorti

Un amorti est un coup offensif dans les sports de raquette, le but étant de frapper doucement la balle ou le volant afin qu'elle ou il retombe juste derrière le filet rebondissant le moins possible.
L'amorti est un coup technique qui ralentit le jeu, qui crée une rupture de rythme et qui sert à faire avancer l'adversaire.
Au tennis, il convient de placer le tamis à l'horizontale, juste avant l'impact. La trajectoire est légèrement montante à l'impact, puis descendante, avec une vitesse faible. Il n'est pas très utilisé en double. C'est un coup tactique très efficace en simple, et utilisé régulièrement par de très nombreux joueurs.
Au badminton, il y a deux types d'amorti : l'amorti long (rapide) et l'amorti court (lent).
- L'amorti court se fait du fond de court et consiste à doser le coup de raquette pour produire une trajectoire descendante, en cloche, afin que le volant atterrisse juste derrière le filet.
- L'amorti long se fait également du fond de court et consiste à produire une trajectoire descendante, rapide, afin que le volant atterrisse généralement 2 m derrière le filet, au niveau de la ligne de service (autrement appelé slice).

L'amorti peut être réalisé en coup droit comme en revers.
Un autre type d'amorti peut être réalisé au filet (au niveau de la bande) en main basse. Le contre amorti consiste à laisser tomber le volant dans la raquette tenue en main basse, à hauteur de la bande du filet, pour que le volant tombe derrière le filet. Le contre amorti peut être réalisé en coup droit comme en revers.

## Football
Au football, l'amorti est un geste technique permettant de maitriser, contrôler, le ballon en stoppant sa vitesse et sa trajectoire avec une partie du corps. Il s'effectue par un retrait rapide de la partie corporelle (pied, genou, poitrine, principalement) et coordonné à la fois au moment de l'impact et à la vitesse du ballon. L'idée du geste est celle d'une soustraction, d'une absorption d énergie.

## Motocross
Au motocross, l'amorti est une technique permettant de monter moins haut sur les sauts afin de gagner du temps.